# Palácio Presidencial (Guiné-Bissau)
O Palácio Presidencial da Guiné-Bissau, ou Palácio da República, é um edifício onde oficia o Presidente da Guiné-Bissau.

## História

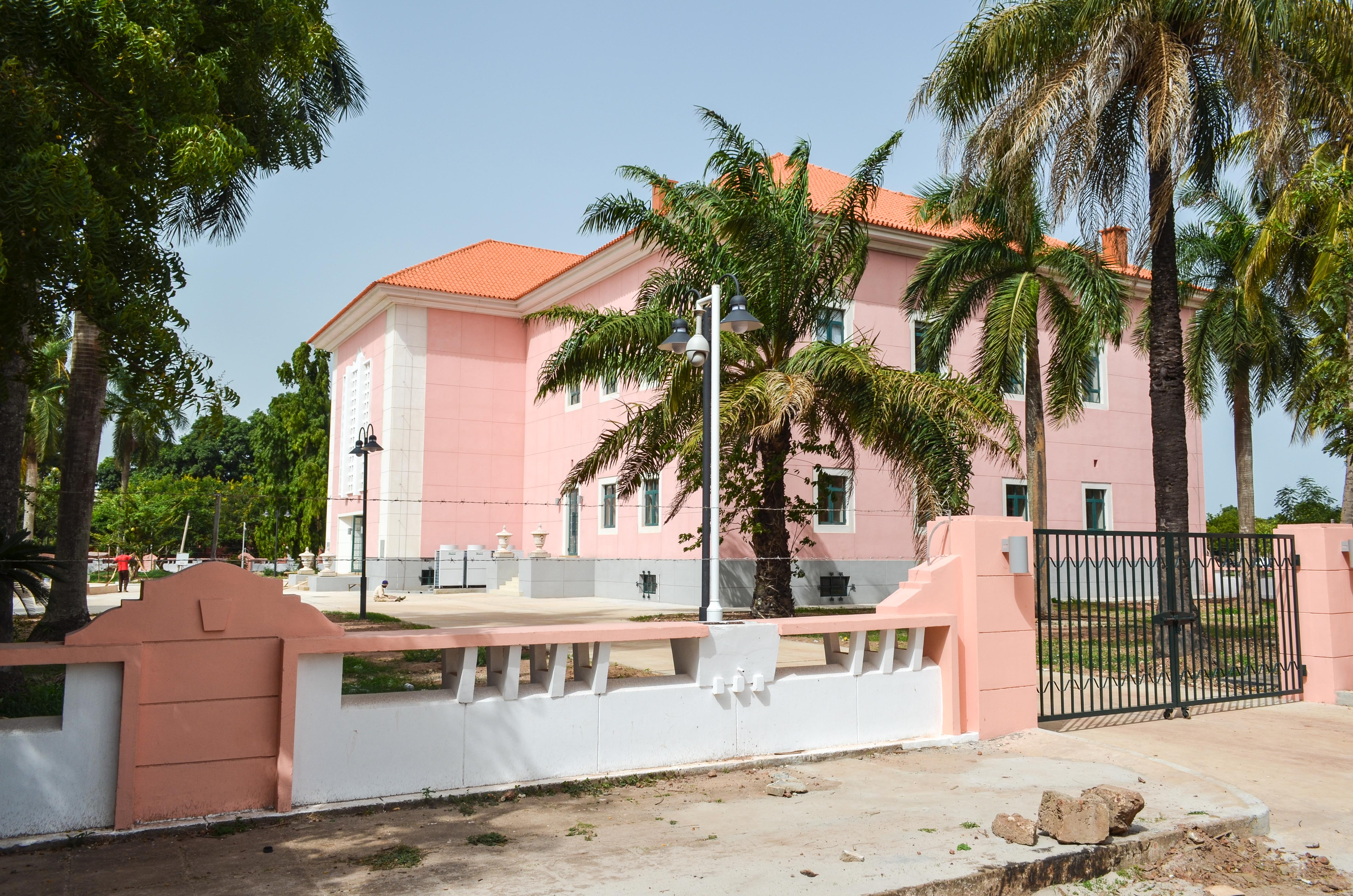
Fundos do Palácio Presidencial já reformado, em 2013.

A estrutura palacial foi construída por Portugal, no período colonial, e o último embaixador português no país passou ao governo guineense a posse da  maquete e a memória descritiva da estrutura predial., que se destaca pela imponência. A arquitectura do Palácio foi seriamente avariada durante guerra de 1998-1999, mas em 2013 foi totalmente recuperado e restaurado pela cooperação chinesa em 18 meses de trabalhos técnicos.

## Áreas e medidas
O complexo palacial tem área de construção de 2471 metros quadrados, com o edifício principal, e também residência oficial do Presidente, que tem área de  1171 metros quadrados. Na parte traseira tem os edifícios administrativos que, por sua vez, ocupam cerca de 1300 metros quadrados. Ao todo, inclucos pátios e jardins, o imponente monumento palacial totaliza os 4500 metros quadrados.